# Terraviva
Terraviva é um canal de televisão por assinatura brasileiro sediado em São Paulo, capital do estado brasileiro homônimo, e que transmite programação voltado ao agronegócio. É operado pelo Grupo Bandeirantes de Comunicação e foi inaugurado em 23 de março de 2005, sendo um dos mais assistidos do gênero.